# تريوت (السوم)

تعديل مصدري - تعديل

تريوت هي إحدى قرى عزلة السوم بمديرية السوم التابعة لمحافظة حضرموت، بلغ تعداد سكانها 216 نسمة حسب تعداد اليمن لعام 2004.